# Donja Crnišava
Donja Crnišava (cyr. Доња Црнишава) – wieś w Serbii, w okręgu rasińskim, w gminie Trstenik. W 2011 roku liczyła 360 mieszkańców.